# Tammy Johnson
Tammy Johnson – australijska judoczka.
Złota medalistka mistrzostw Oceanii w 1983. Mistrzyni Australii w 1985 roku.